# Эспиноса, Мария Фернанда
Мария Фернанда Эспиноса Гарсес (исп. María Fernanda Espinosa Garcés; род. 7 сентября 1964 года) — эквадорский политический, государственный и дипломатический деятель. Доктор философии, по образованию географ, антрополог и политолог. Член партии Альянс ПАИС. Член Всемирного совета будущего. Министр туризма (2009—2012), обороны (2012—2014) и иностранных дел Эквадора (2017—2018). Председатель Генеральной Ассамблеи ООН на  73-й сессии, открывшейся в сентябре 2018 года.

## Биография
Родилась в Испании во время пребывания там её родителей. В начале 1980-х годов окончила Lycée La Condamine. Окончила аспирантуру в области антропологии и политологии Латиноамериканского института социальных наук в Кито, а также в области прикладной лингвистики в Папском католическом университете Эквадора. Имеет степень магистра социальных наук и амазонских исследований.
В 1996—1997 годах училась в аспирантуре при Ратгерском университете в США, но докторскую диссертацию не защитила.

### Политическая карьера
При президенте Рафаэле Корреа занимала пост министра иностранных дел, торговли и интеграции (с января 2007 до декабря 2007), став первой главой МИД при этом левом главе государства. Работала специальным советником председателя Эквадорского учредительного собрания (Конституционной ассамблеи) Альберто Акоста (с декабря 2007 по февраль 2008). Затем, 7 марта 2008 года назначена Постоянным представителем Эквадора в ООН.

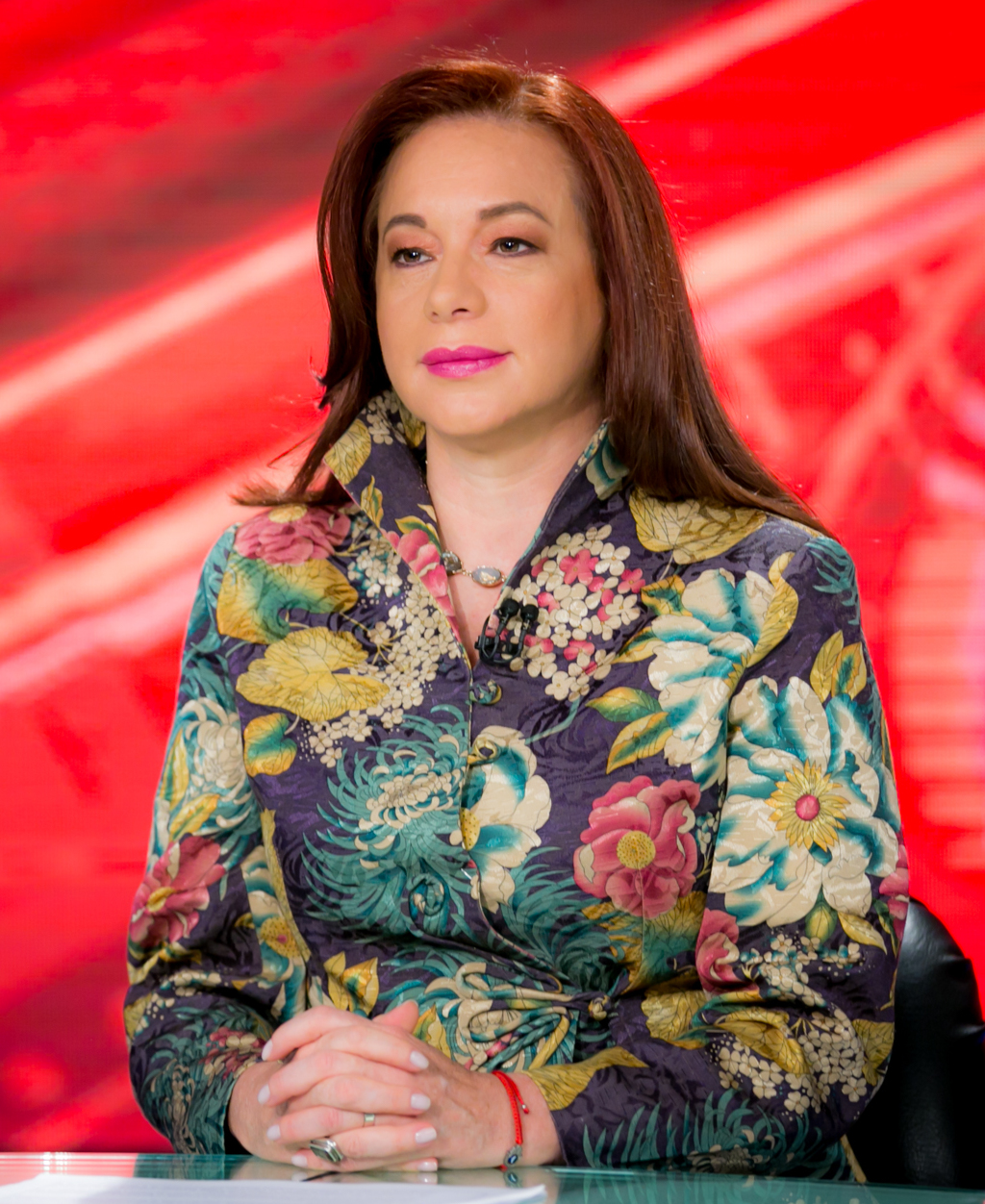
Мария Фернанда Эспиноса в 2017 году

С октября 2009 года по ноябрь 2012 года работала координатором-министром национального наследия и туризма. Министр спорта в 2011 году.
В 2012—2014 годах занимала пост Министра национальной обороны Эквадора, когда министр Мигель Карвахаль подал в отставку, чтобы баллотироваться на выборах в Национальное собрание 2013 года. Стала третьей женщиной, возглавляющей министерство национальной обороны после Гуадалупе Ларрива и Лорена Эскудеро. В октябре 2014 года Эспиноса была назначена постоянным представителем Эквадора при Организации Объединённых Наций в Женеве.
С мая 2017 года по июнь 2018 года — Министр иностранных дел и миграции Эквадора при президенте Ленине Морено. Будучи главой МИД, Мария Фернанда Эспиноса Гарсес предпринимала меры по возобновлению диалога с Соединенным Королевством для решения вопроса вокруг основателя WikiLeaks Джулиана Ассанжа.
В начале 2018 года была включена президентом Морено в список кандидатов на место уволенного вице-президента республики Хорхе Гласа, однако в итоге должность получила министр жилищного строительства Мария Алехандра Викунья.
В июне 2018 года Эспиноса была избрана председателем 73-й сессии Генеральной Ассамблеи ООН. За всю историю ООН она будет четвёртой женщиной на этом посту. Во время голосования за неё проголосовали 128 государств, а за конкурентку-представительницу Гондураса — 62 страны. Последний раз женщина была председателем Генеральной Ассамблеи ООН более 10 лет тому назад, тогда этот пост занимала Хайя Рашид Аль Халифа из Бахрейна.
Также известна как поэтесса и эссеист. Опубликовала пять сборников поэзии. В 1990 году выиграла «Первую национальную премию в области поэзии Эквадора».